# Johann Ambrosius Bach
Johann Ambrosius Bach, född 24 februari 1645 i Erfurt, död 24 februari 1695 i Eisenach, var en tysk kompositör, far till Johann Sebastian Bach.
Bach var stadsmusikant i Eisenach.